# نیوتن-متر
نیوتن متر یا نیوتن-متر، یکای اندازه‌گیری گشتاور در سامانه استاندارد بین‌المللی یکاها است. این یکا با N·m یا N m یا Nm نشان داده می‌شود. یک نیوتن متر، بزرگی گشتاوری است که از نیرویی به بزرگی یک نیوتن که به‌صورت عمود بر یک بازوی گشتاور یک متری وارد شده، حاصل می‌شود.
مشابه نیوتن متر، یکای انرژی و کار (ژول)، نیز از حاصل‌ضرب یکاهای نیرو و طول حاصل می‌شود. اما انرژی برخلاف گشتاور (که کمیتِ بُرداری است)، یک کمیت نرده‌ای است و طول مورد استفاده در تعریف انرژی و کار، طول حرکت نقطهٔ اثر نیرو در راستای اِعمال نیروست. درواقع، انرژی از حاصل‌ضرب داخلی و گشتاور از حاصل‌ضرب خارجیِ نیرو و طول حاصل می‌شوند؛ بنابراین، بااینکه ازنظر دیمانسیون، یکای گشتاور با انرژی یکسان است، اما نمی‌توان از یک یکا برای هر دوی آن‌ها استفاده کرد.

## ضرایب تبدیل
- ۱ نیوتن متر = ۰٫۷۳۷۵۶۲۱ فوت پوند
- ۱ کیلوگرم نیرو متر = ۹٫۸۰۶۶۵ نیوتن متر[۱]
- ۱ فوت پوند ≈ ۱٫۳۵۵۸ نیوتن متر
- ۱ دین سانتی‌متر = ۷−۱۰ نیوتن متر